# نطاق فرعي
في نظام أسماء النطاقات يعرف النطاق الفرعي (بالإنكليزية Subdomain) بأنه نطاق متجزئ من نطاق أكبر منه.